# Aphidius breviatus
Aphidius breviatus är en stekelart som beskrevs av Shi och Chen 2001. Aphidius breviatus ingår i släktet Aphidius och familjen bracksteklar. Inga underarter finns listade i Catalogue of Life.